# فويلة إكليلية
فويلة إكليلية أو سرد (الاسم العلمي:Hedysarum coronarium) هي نوع من النباتات يتبع جنس الفويلة من الفصيلة البقولية.